# Sayin' Somethin'
Sayin' Somethin' è un album discografico in studio di Nat Adderley, pubblicato dalla Atlantic Records nell'aprile del 1966.

## Tracce
Lato A
1. Manchild – 2:46 (Nat Adderley) – Registrato il 20 dicembre 1965 a New York City
2. Call Me – 3:03 (Tony Hatch) – Registrato il 20 dicembre 1965 a New York City
3. Walls of Jericho – 6:49 (Tradizionale, arrangiamento di Nat Adderley) – Registrato il 13 gennaio 1966 a New York City
4. Gospelette – 3:04 (Nat Adderley) – Registrato il 20 dicembre 1965 a New York City
5. Satin Doll – 2:39 (Billy Strayhorn, Duke Ellington, Johnny Mercer) – Registrato il 20 dicembre 1965 a New York City

Durata totale: 18:21
Lato B
1. Cantaloupe Island – 7:17 (Herbie Hancock) – Registrato il 13 gennaio 1966 a New York City
2. Hippodelphia – 3:43 (Joe Zawinul) – Registrato il 13 gennaio 1966 a New York City
3. The Other Side – 7:05 (Nat Adderley) – Registrato il 13 gennaio 1966 a New York City

Durata totale: 18:05

## Musicisti
Manchild / Call Me / Gospelette / Satin Doll
- Nat Adderley - cornetta
- Ernie Royal - tromba
- J.J. Johnson - trombone
- Seldon Powell - sassofono tenore
- Art Kaplan - sassofono baritono
- Paul Griffin - pianoforte
- Al Gorgoni - chitarra
- Bill Suyker - chitarra
- George Duvivier - contrabbasso
- Herbie Lovelle - batteria
- George Devens - percussioni
- Jimmy Wisner - arrangiamenti, conduttore musicale

Walls of Jericho / Cantaloupe Island / Hippodelphia / The Other Side
- Nat Adderley - cornetta
- Joe Henderson - sassofono tenore
- John Ashbury - pianoforte (brano: Walls of Jericho)
- Herbie Hancock - pianoforte (brani: Cantaloupe Island / Hippodelphia / The Other Side)
- Bob Cranshaw - contrabbasso
- Roy McCurdy - batteria[2]